# العم سام (فلم)
العم سام هو فيلم كوميدي رعب عرض عام 1996 من إخراج وليام لوستيغ وكتبه لاري كوهين.

## القصة
في الكويت تكشف وحدة عسكرية عن مروحية اميركية اسقطتها نيران صديقة منذ ثلاثة أعوام على الأقل. عند تفتيش الحطام فإن الرقيب الأول سام هاربر وهو أحد أصحاب الجثث المحترقة في داخل المروحية يعود إلى الحياة ويقتل رقيب ورائد ثم يعود حالة الخمول قائلا: «لا تخافوا إنها فقط نار ودية!».
بعد أسابيع يتم تسليم جثة سام إلى مسقط رأسه في تو ريفرز الذي يستعد ليوم الاستقلال. تعطى لويز زوجة سام عهدة النعش الذي يحتوي على بقايا سام الذي يترك في منزل شقيقة سام المنفصلة سالي التي تعيش مع ابنها الشاب الوطني جودي. سام يرجع لوعيه في الساعات الأولى من الرابع من يوليو ويشرع في قتل وسرقة زي العم سام المنحرف. يسلك سام طريقه إلى مقبرة حيث يقتل اثنين من ثلاثة من الجانحين الأحداث الذين خربوا شواهد القبور ودنسوا العلم الأمريكي.
خلال الاحتفال بيوم الاستقلال (الذي يزوره عضو الكونغرس الفاسد) سام يقتل المجرم الثالث ويقتل معلم جودي (الذي كان قد عارض حرب فيتنام) بفأس صغير ويطلق النار على صديق سالي المحامي عديم الضمير في الرأس. على الرغم من هذه الوفيات تستمر الاحتفالات ولكن يتم طرحها في حالة من الفوضى عندما يستخدم سام عتاد الألعاب النارية لتفجير عضو الكونغرس وسارية العلم لتكريم نائب صديق لويز. عندما يحدث كل ذلك تخبر أم وعمة سام جودي أن المعبود البطولي المفترض سام كان في الواقع مريض نفسي ومدمن على الكحول ويعتدي عليهما جسديا وجنسيا وانضم فقط إلى الجيش حتى يتمكن من الحصول على حق قتل الناس.
يقول باري لجودي وهو صبي آخر أقام صلة عقلية غير مبررة مع سام أن سام الزومبي هو المسؤول عن الوفيات. بمساعدة من معلم سام القديم جد يذهب الأولاد إلى منزل جودي حيث يجدون الرقيب القاسي الذي قتل سام بالخطأ محشو داخل تابوت سام. مدركين بأن سام ربما يبحث عن لويز فإن الأولاد وجد يذهبون إلى منزلها حيث يلوم سام جد (الذي قال له حكايات عن القتال المجيد) على حالته الحالية. رد جد صارخا: «أنت لم تقاتل لبلدك! كنت مجرد تقتل لمحبة القتل»!
تبين أن بندقية جد غير فعالة ضد سام لذا يذهب جد لإحضار مدفع في حين جودي (التي يدعي سام أنها السبب في عودته) تبقي سام محتجزا. تخدع جودي سام في الخارج وجد أطلق طلقة من المدفع نحو سام حيث استطاع أن يمزقه إلى أشلاء في منزل لويز. في اليوم التالي تشاهد سالي جودي وهو يقوم بحرق كل ألعابه المتعلقة بالحرب.

## الممثلون
- وليام سميث: رائد
- ديفيد «القرش» فراليك: الرقيب سام هاربر
- كريستوفر أوغدن: جودي بيكر
- ليزلي نيل: سالي بيكر
- بو هوبكنز: الرقيب توينينغ
- ماثيو فلينت: النائب فيل بورك
- آن تريمكو: لويز هاربر
- إسحاق هايز: الرقيب جد كراولي
- تيموثي بوتومز: دونالد كراندال
- تيم غريم: رالف
- ب. ج. سوليس: مادج كرونين
- توم ماكفادن: ماك كرونين
- زكاري ماكليمور: باري كرونين
- مورغان بول: العمدة
- ريتشارد كامنغز الابن: دان
- روبرت فوريستر: عضو الكونغرس ألفين كامنغز
- فرانك بيسه: باركر
- جيسون أدلمان: جيسي كولبيرت
- لورا ألكالد: أم بارك
- راكيل أليسي: التلميذة
- آبي بول: ريك
- ستانتون باريت: كليتي
- مارك تشادويك: ويلي على ركائز
- كريس دوراند: رقيب
- تايلور جونز: التلميذ
- ديسيراي كلين: فتاة المشاوي
- جيسون لوستيغ: الحانوتي
- جوزيف فيتاري: مقدم كويتي

## النقد
الفزع المركزي وصفت العم سام بأنه بعيد جدا عن أفلام سلاشر وأن «القيام بعمل جيد لجلب الألم بينما نحتفل باستقلالنا» على الرغم من أنه «نوع من المشي بخطوات ثقيلة دوما» و«لا يوجد الكثير من المشاهد منطقية».
وصفت مراجعة عبر دي في دي الفيلم بأنه «إنتاج فيلم رعب كوميدي بطيء» الذي كان «محرج للمثلين الأطفال والممثلون النجوم على المستوى الثالث الذين يهمهم فقط استلام الثمن (على سبيل المثال ب. ج. سوليس التي قدمت أداء هابط...) ومستوى التشويق عبارة عن تقليم أظافرك في غرفة مضاءة جيدا». سخر إيه. في. كلوب من الفيلم أيضا ذاكرين: «فيلم رعب غير متماسك وساخر اجتماعيا وروتيني حيث أن فيلم العم سام بطيء في الأحداث وغير ملهم مثل أفلام الشرطي المهووس».